# Livij Valenčič
Livij (Livio) Valenčič radijski igralec in napovedovalec, kulturni in športni delavec, * 14. avgust 1935, Trst, † 4. avgust 2018, Trst.

## Življenje in delo
Rodil se je v Trstu očetu Antonu, delavcu, in materi Mariji Valenčič. Prve razrede osnovne šole je moral obiskovati v italijanščini, nato je osnovno in srednjo šolo zaključil v slovenskem jeziku, pri Sv. Jakobu v Trstu. Leta 1954 je na slovenski Trgovski akademiji dosegel diplomo knjigovodje. Kot dijak je sodeloval pri dijaški igralski skupini v Marijinem domu v Trstu (pobudnika in režiserja sta bila Stana Kopitar in Jurij Slama), od leta 1954 pa je začel nastopati kot igralec Radijskega odra na slovenski radijski postaji Radio Trst A. Tu je pod mentorstvom Jožeta Peterlina nastopal tudi na gledaliških odrih bodisi v predstavah na prostem kot v dvoranah s Slovenskim odrom. Leta 1958 je dobil stalno službo kot napovedovalec na Radiu Trst A, kmalu se je začel zanimati za sindikalna vprašanja in je postal tajnik sindikata CISL na tržaški ustanovi RAI.
V prostem času je Valenčič spremljal tudi športno dogajanje med Slovenci v Trstu, tako je bil tajnik Športnega združenja Bor in tudi ŠZ Jadran, več let je bil v nadzornem odboru ZSŠDI (Združenja slovenskih športnih društev v Italiji) in nato član razsodišča te federacije. Odbornik je bil tudi pri Zadrugi Primorski dnevnik, pri SSO (Svetu slovenskih organizacij) in pri Društvu Finžgarjev dom na Opčinah. Pri Radijskem odru je bil med leti 1955 in 1958 predsednik društva (do redne zaposlitve na RAI).